# 下鴨村
下鴨村（しもがもむら）は、かつて京都府愛宕郡に存在した村である。1889年（明治22年）の町村制発足により設置され、1918年（大正7年）4月1日、京都市上京区に編入合併して消滅した。
現在は京都市左京区の一部である。
なお旧村域の通史・現状については下鴨を参照されたい。

## 概要
東の高野川と西の賀茂川に挟まれた三角地帯に位置（両河川の合流地点が村の南端）し、村の中心部を泉川が流れる。北は上賀茂村（現在の北区上賀茂および小山）および松ヶ崎村（左京区松ヶ崎）、東は高野川を挟んで田中村（同・高野および田中）、西は賀茂川を挟んで京都市上京区および鞍馬口村（北区出雲路）に囲まれており、村の境域は現在の左京区下鴨（下鴨を町名に冠する地域）にほぼ相当するごく狭い区域であった。

## 沿革
- 1868年（明治元年）：山城国愛宕郡下の下鴨村が（旧）京都府に編入。
- 1878年：郡区町村編制法により愛宕郡下鴨村が発足。
- 1889年：町村制施行による下鴨村の発足。
- 1917年（大正6年）：京都市への編入をめぐり村内で紛糾。
- 1918年4月1日：京都市上京区に編入。

編入に際して旧村域を分割して下鴨半木町・同北園町・同上川原町・同中川原町・同下川原町・同芝本町・同松ノ木町・同膳部（かしわべ）町・同森本町・同蓼倉（たでくら）町・同高木町・同森ヶ前町・同泉川町・同宮河町・同宮崎町・同松原町・同西林町の17町を新設した。
なお上京区から左京区の分区（1929年）に際して旧村域はすべて左京区に編入された。

## 大字・字
近世以来の山城国愛宕郡下鴨村がそのまま町村制施行による下鴨村に移行したため大字は編制されなかった。小字名としては明神林・明神・柳・蓮ヶ窪（上京区編入に際して下鴨半木町に統合 / 以下新町名の冠称「下鴨」を省略）・北溝・猪ノ尾（北園町に統合）・上河原（上川原町に改称）・中河原・貴船田（中川原町に統合）・西河原（下川原町に改称）・松ノ木・北浦（松ノ木町に統合）・野口・膳部田（膳部町に統合）・森本（森本町に改称）・蓼倉（蓼倉町に改称）・森ヶ前（森ヶ前町に改称）・東林（泉川町に改称）・下河原・宮河（宮河町に統合）・宮崎（宮崎町に改称）・松原（松原町に改称）・淵ノ端（西林町に改称）などがある。

## 主要産業
江戸時代以来京都市内向けの蔬菜栽培が盛んであったが、1890年、村内北部を東西に貫く琵琶湖疏水分線の開通により灌漑用水が整備され近郊農村としての地位を高めた。また明治の初めには高野川西岸に田中寒天工場が設立され寒天製造が盛んになった。

## 各種施設・企業（1918年4月時点）
教育機関
- 下鴨小学校（現・下鴨宮崎町）

1873年創立。この時点では村内唯一の公立小学校。現・京都市立下鴨小学校。
- 京都府立農林学校（現・下鴨半木町など）

1895年「京都府簡易農学校」として設立され、1918年下鴨村に校地を移転。現在の京都府立大学の前身校。
寺社
- 下鴨神社（現・下鴨泉川町） - 22社の一つで旧・山城国一宮。
- 半木神社（現・下鴨半木町） - 現在の京都府立植物園の中心部に所在。

その他
- 琵琶湖疏水分線 - 1890年開通。

## 交通（1918年4月時点）
道路
- 鞍馬街道 - 村の南端付近の葵橋から北上して上賀茂に至る。現在の下鴨中通にほぼ相当。
- 松ヶ崎街道 - 鞍馬街道を分岐して松ヶ崎に至る。